# L'amara scienza
L'amara scienza è un film italiano del 1985, diretto da Nicola De Rinaldo.

## Trama
In una famiglia napoletana scoppia una grana inaspettata: la loro vecchia casa è minacciata di confisca a causa di un mancato pagamento di tasse pregresse. Il padre di famiglia, disperato, non sa come uscirne, ma nel frattempo i suoi tre figli cercano di rimediare in tutti i modi circa venti milioni di lire per evitare che la casa di famiglia venga loro sottratta. Nino, un aspirante attore, si svilisce ad elemosinare soldi da un produttore ricco; l'altro figlio, Isidoro, quasi si prostituisce per ottenere denaro, mentre Lucia contatta il suo ex fidanzato, ora sposato, e gli chiede aiuto. Lucia accetta di fare sesso con lui, ma solo dopo l'ex le svela che non ha i soldi per aiutarla, ma le fa conoscere un altro uomo che le può dare il denaro.